# 光化学系II

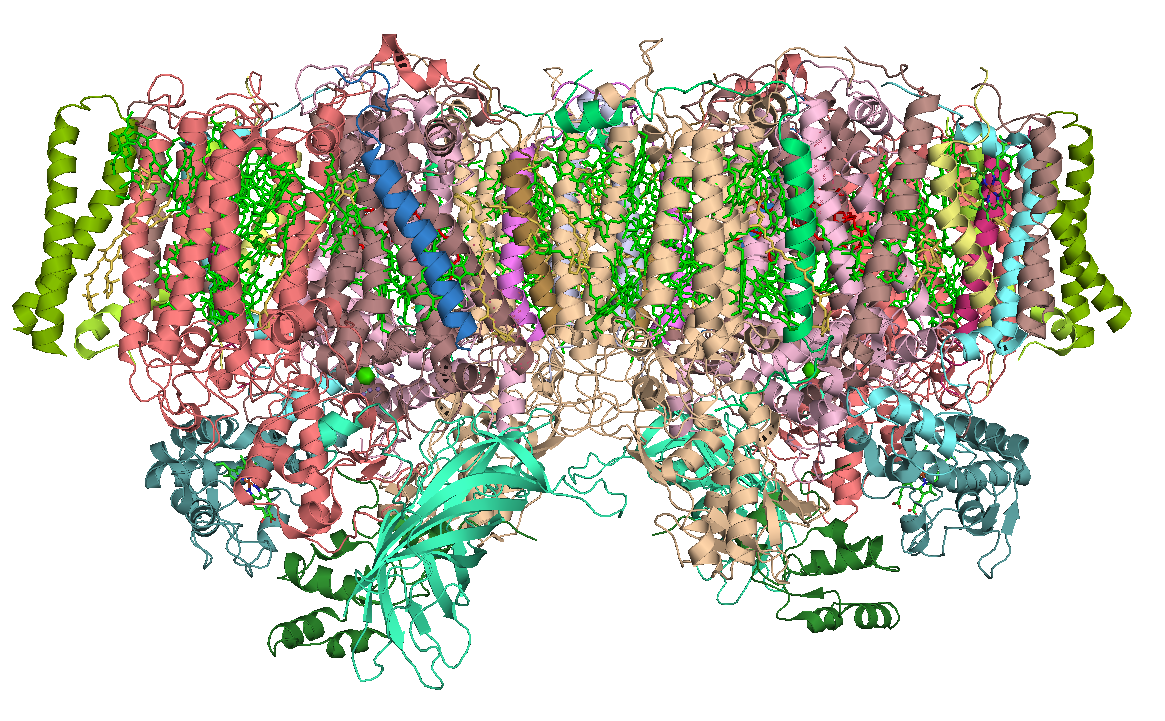
シアノバクテリアの光化学系II, 二量体, PDB 2AXT

光化学系II（PSIIとも、英語：photosystem II）は、酸素発生型光合成の光化学反応における最初のタンパク質複合体である。植物、藻類、シアノバクテリアのチラコイド膜に位置している。光化学系では、酵素が光子を捕らえ電子にエネルギーを与え、その電子はさまざまな補酵素と補因子を通して伝達され、プラストキノンをプラストキノールに還元する。エネルギーを与えられた電子は、水を酸化し水素イオンと酸素分子を形成することで置き換えられる。
失った電子を水の分解からの電子で補充することで、光化学系IIはすべての光合成が起こるための電子を提供する。水の酸化により生成される水素イオン（プロトン）は、ATP合成酵素がATPを生成するために利用するプロトン勾配を作るのを助ける。プラストキノンに移動された高エネルギーの電子は、最終的にNADP+を還元しNADPHにするために使用されるか、非環状電子伝達で使用される。DCMUは、実験室で光合成を阻害するためによく使用される化学物質である。DCMUが存在するとき、光化学系IIからプラストキノンへの電子の流れが阻害される。

## 構造

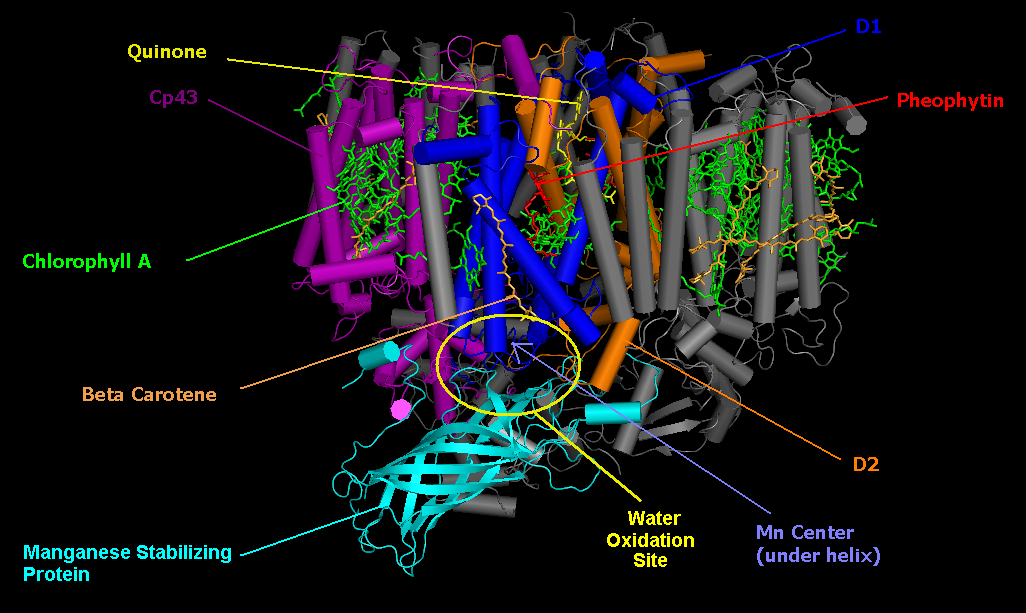
シアノバクテリアの光化学系II, 単量体, PDB 2AXT.

PSIIのコアは、2つの相同タンパク質D1およびD2の擬似対称ヘテロ二量体で構成される。他のすべての光化学系の反応中心においては最初の光誘起電荷分離を受けるクロロフィル二量体の正電荷は2つの単量体により等しく共有されているが、PSIIでは電荷は主に1つのクロロフィル中心に局在する(70−80%)。このため、P680+は非常に酸化しやすく、水分解に加わることができる。
（シアノバクテリアと緑色植物の）光化学系IIは、約20のサブユニット（生物により異なる）だけでなく他の補助的な集光性タンパク質からも構成されている。光化学系IIは少なくとも99の補因子を含み、その内訳は35個のクロロフィルa、12個のベータカロテン、2つのフェオフィチン、2つのプラストキノン、2つのヘム、1つの重炭酸塩、20個の脂質、Mn4CaO5クラスター（2つの塩化物イオンを含む）、1つの非ヘムFe2+と2つのCa2+イオンである。光化学系IIの結晶構造はいくつか得られている。このタンパク質のPDBのアクセッションコードは3WU2, 3BZ1, 3BZ2（3BZ1と3BZ2は光化学系II二量体の単量体構造である） 2AXT, 1S5L, 1W5C, 1ILX, 1FE1, 1IZLである。 
| サブユニット | ファミリー                                     | 機能                                                                                         |
| ------------ | ---------------------------------------------- | -------------------------------------------------------------------------------------------- |
| D1           | 光合成反応中心タンパク質ファミリー             | 反応中心タンパク質。クロロフィルP680、フェオフィチン、β-カロテン、キノン、マンガン中心を結合 |
| D2           | 光合成反応中心タンパク質ファミリー             | 反応中心タンパク質                                                                           |
| CP43         | 光化学系II集光性タンパク質                     | マンガン中心と結合                                                                           |
| CP47         | 光化学系II集光性タンパク質                     |                                                                                              |
| PsbO         | マンガン安定化タンパク質 (InterPro: IPR002628) | マンガン安定化タンパク質                                                                     |

| 補因子         | 機能                                             |
| -------------- | ------------------------------------------------ |
| クロロフィル   | 光エネルギーを吸収し、化学エネルギーに変換する。 |
| β-カロテン     | 過剰な光励起エネルギーを抑制                     |
| ヘムB559       | 2次/保護電子伝達体としてシトクロムb559に結合     |
| フェオフィチン | 主な電子受容体                                   |
| プラストキノン | 可動性のチラコイド膜内の電子伝達体               |
| マンガン中心   | 酸素発生中心またはOECとしても知られる            |

## 酸素発生複合体 (OEC)

提案されているマンガン中心の構造

酸素発生複合体は、水の酸化が起こる部位である。これは4つのマンガンイオン（酸化状態は+2～+4）と1つの2価カルシウムイオンから構成されるメタロオキソクラスターである。これが水を酸化して酸素ガスとプロトンを生成すると、4つの電子が水からチロシン(D1-Y161)側鎖に順に送られ、次にP680自体に送られる。酸素発生複合体の最初の構造モデルは、2001年に凍結タンパク質結晶のX線結晶構造解析により3.8 Åの分解能で解かれた。数年かけてモデルの分解能は2.9 Åにまで徐々に改善されていった。これらの構造を得ること自体は偉業であったが、酸素発生複合体の完全な詳細を示してはいなかった。2011年、PSIIのOECは1.9 Åの分解能で解かれ、5つの酸素原子が5つの金属原子とMn4CaO5クラスターに結合した4つの水分子を結ぶオキソブリッジとして機能していることが明らかになった。各光化学系II単量体には1,300を超える水分子が見つかり、その一部はプロトン、水、酸素分子のチャネルとして機能する広範な水素結合ネットワークを形成していた。この段階では、X線結晶構造解析に利用される高強度のX線によってマンガン原子が還元され、観測されるOECの構造が変化するという証拠があるため、得られた構造には偏りがあることが示唆されていた。そのため、研究者たちは結晶をX線自由電子レーザーと呼ばれる異なるX線施設（米国のSLACなど）に持ち込んだ。2014年に、2011年に観測された構造が確認された。光化学系IIの構造を知ることは、これがどのように機能するかを正確に明らかにするには不十分であった。そのため機械的サイクルにおける様々な段階の光化学系IIの構造が解かれ始めている（以下で説明）。現在、S1状態とS3状態の構造が2つの異なるグループからほぼ同時期に発表されており、これらの構造ではMn1とMn4の間にO6と命名された酸素分子が付加されていることが示されている。このことは、O6が酸素発生複合体上で酸素が生成される部位であるかもしれないことを示唆している。
岡山大などの研究チームは日本のＸ線自由電子レーザー施設「ＳＡＣＬＡ」を用いて，水が酸化されて酸素が発生する反応メカニズムの動的な観察に成功した。

## 水分解

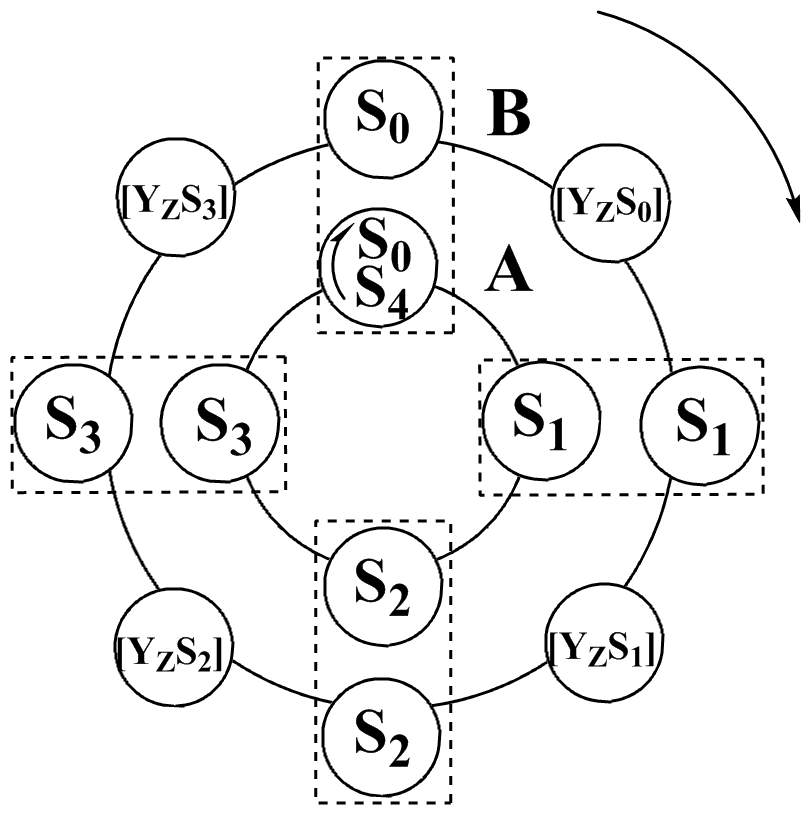
水分解プロセス: 電子伝達と規制。最初のレベル(A)はS状態サイクルの最初のKokモデルを示し、2番目のレベル(B)は電子伝達（S状態の進行）と中間S状態の緩和プロセス([YzSn], n=0,1,2,3)形成を示す。

光合成水分解（または酸素発生）は、大気中のほぼすべての酸素の供給源であるため、地球上で最も重要な反応の1つである。さらに人工光合成水分解は、代替エネルギー源としての太陽光の有効な利用に貢献する可能性を持つ。
水の酸化のメカニズムはまだ完全には解明されていないが、細かいことは多く分かっている。水が分子の酸素に酸化するには、2つの水分子から4つの電子と4つのプロトンを抽出する必要がある。1つのPSII内で酸素発生複合体(OEC)の循環反応を通じて酸素が放出されるという実験的証拠は、Pierre Joliotらにより提供された。彼らは、暗順応した光合成物質（高等植物、藻類、シアノバクテリア）が一連の単一ターンオーバーフラッシュにさらされると、3番目と7番目のフラッシュで最大、1番目と5番目のフラッシュで最小という典型的な周期4の減衰振動で酸素発生が検出されることを示した（レビューは注参照）。この実験に基づいて、Bessel Kokと共同研究者は、OECの4つの酸化還元状態を記述するいわゆる「S状態」の5つのフラッシュ誘起遷移のサイクルを導入した。4つの酸化当量が（S4状態で）保存されると、OECは基礎となるS0状態に戻る。光がない場合、OECはS1状態に「緩和」する。S1状態はしばしば「暗安定」であると説明される。S1状態はMn3+, Mn3+, Mn4+, Mn4+の酸化状態のマンガンイオンで構成されると主に考えられている。最終的に中間S状態は、JablonskyとLazarにより規制メカニズムとして提案され、S状態とチロシンZの間をつなぐ。
2012年、Rengerは水分子が水分解中にさまざまなS状態の典型的な酸化物に変化するという考えを発表した。